# ماركو جاغوديتش كوريدجا
ماركو جاغوديتش كوريدجا (بالصربية: Марко Јагодић-Куриџа) مواليد 15 مايو 1987 في زادار، جمهورية كرواتيا الاشتراكية، هو لاعب كرة سلة صربي. بدأ مسيرته الاحترافية في سنة 2005. يلعب مع نادي أوستند لكرة السلة في الدوري البلجيكي لكرة السلة الدرجة الأولى. يحمل الرقم 21.

## المسيرة الاحترافية
لعب مع نادي سيبونا لكرة السلة من سنة 2012 إلى 2015، ثم لعب مع نادي نيمبورك لكرة السلة في سنة 2016، ثم لعب مع نادي أوستند لكرة السلة في سنة 2016.

## روابط خارجية
- ماركو جاغوديتش كوريدجا على موقع الدوري الأوروبي لكرة السلة (الإنجليزية)
- ماركو جاغوديتش كوريدجا على موقع كرة السلة الأوروبية.كوم (الإنجليزية)
- ماركو جاغوديتش كوريدجا على موقع ريلجم (الإنجليزية)
- ماركو جاغوديتش كوريدجا على موقع بروبوليرز (الإنجليزية)
- ماركو جاغوديتش كوريدجا على موقع سبورتس رفرنس (الإنجليزية)